# Самакі Вокер
Самакі Іджума Вокер (англ. Samaki Ijuma Walker, нар. 25 лютого 1976, Колумбус, Огайо, США) — американський професійний баскетболіст, що грав на позиції важкого форварда за низку команд НБА. Чемпіон НБА.

## Ігрова кар'єра
На університетському рівні грав за команду Луївілл (1994–1996). 
1996 року був обраний у першому раунді драфту НБА під загальним 9-м номером командою «Даллас Маверікс». Професійну кар'єру розпочав 1996 року виступами за тих же «Даллас Маверікс», захищав кольори команди з Далласа протягом наступних 3 сезонів. Став наймолодшим гравцем клубу в історії.
З 1999 по 2001 рік грав у складі «Сан-Антоніо Сперс».
2001 року перейшов до «Лос-Анджелес Лейкерс», у складі якої провів наступні 2 сезони своєї кар'єри. 2002 року став чемпіоном НБА у складі команди.
Наступною командою в кар'єрі гравця була «Маямі Гіт», за яку він відіграв один сезон.
З 2004 по 2005 рік грав у складі «Вашингтон Візардс».
2005 року перейшов до «Індіана Пейсерз», у складі якої провів наступний сезон своєї кар'єри.
Наступною командою в кар'єрі гравця була УНІКС з Росії, до якої приєднався у січні 2006 року.
З 2007 по 2008 рік виступав у складі сирійської команди «Джалаа» (Алеппо).
2008 року перейшов до ліванської команди «Хекмех», у складі якої провів наступний сезон своєї кар'єри.
Наступною командою в кар'єрі гравця була «Шандун Лайонс» з Китаю, за яку він відіграв лише частину сезону 2009 року.
З 2009 по 2010 рік грав у складі корейської команди «Сеул Найтс».
Останньою ж командою в кар'єрі гравця стала «Джалаа» (Алеппо) з Сирії, до складу якої він повернувся 2010 року і за яку відіграв один сезон.